# 하얀 수염
"하얀 수염"(Silver beard)은 한국에서 제작된 박노식 감독의 1974년 영화이다. 박노식 등이 주연으로 출연하였고 곽정환 등이 제작에 참여하였다.

## 출연

### 주연
- 박노식
- 윤일봉
- 김희갑
- 도금봉